# Якуб Харевський
Якуб Харе́вський (біл. Якуб Харэўскі) (справжнє ім'я — Якуб Новік, *1900, Харава (нині Пружанський район) — †2 квітня 1968, Ріу-Гранді, Бразилія) — білоруський партизанський отаман, один з керівників антирадянського руху опору в Білорусі у 1942–1948 роках. Співпрацював з українським повстанським рухом на Західній Україні. Загинув у автомобільній аварії у Бразилії.

## Біографія
Якуб Новік народився у 1900 році у Пружанському повіті західної Білорусі. У віці двадцяти років почав брати участь у антипольській білоруській підпільній організації. Згодом став командиром місцевого партизанського загону, змінив своє прізвище на конспіративне ім'я Харевський. Загін Харевського входив до партизанських військ Білоруської Народної Республіки, однак, коли втратився зв'язок з керівництвом уряду, діяв самостійно. У 1925 році його підрозділ потрапив у оточення і було вирішено розпустити загін: бійці розійшлися по домівках. Був членом Білоруської селянсько-робітничої громади (БСРГ). Харевський перейшов на територію Радянської Білорусі. У БРСР на нелегальному становищі він пробув до 1937 року, коли на його слід потрапило НКВС і він був вимушений знову повернутися на польську частину Білорусі та пізніше переховуватися на Волині.
У 1939 році на зборах БСРГ у Барановичах був розроблений план дій на випадок німецько-польської війни та змагань білорусів відновити власну державність. Основною метою стало заснування Західно-Білоруської Республіки зі столицею спершу у Барановичах, а пізніше у Пінську. 1 вересня з початком Другої світової війни Харевський відновлює партизанські загони і його згодом призначено командувачем повстанськими силами, які нараховували вже близько 5000 чоловік. З приходом на Західну Білорусь Радянської влади Харевський перебував на нелегальному становищі, переховувався від НКВС, а пізніше з початком війни з СРСР, переховувався і від німців.
З 1941 року брав участь у партизанській боротьбі на Західній Білорусі, активно співпрацював з Поліською Січчю Бульби-Боровця. Восени 1941 року була заснована Білоруська народна громада (БНГ), яка взяла на себе координацію дій білоруських партизан. У 1942 р. Харевського було обрано головою Ради отаманів БНГ. У своїй діяльності загони Харевського також активно співпрацювали з новоствореною на Поліссі Українською повстанською армією і брали участь у спільних рейдах проти польських і радянських партизан.
З приходом Червоної Армії у 1944 р. повернувся на Берестейщину і поновив партизанську боротьбу проти радянської влади. Загони Харевського діяли на Поліссі, у Берестейщині, Пінщині. Після війни збройний спротив тривав до кінця 1940-их, коли більшість загонів саморозпустилися. У 1949 році Харевський разом з 18 іншими підпільниками виїхав через Німеччину до Південної Америки, де оселився під новим ім'ям. У емігрантських колах Харевського вважали вже загиблим і у одній з білоруських канадських газет у 1967 р. з'явилася стаття присвячена його пам'яті. Написавши листа у редакцію Харевський спростував чутки про свою загибель. Однак, через деякий час, 2 квітня 1968 року він разом із своїм помічником потрапив у автомобільну аварію і загинув. Соратники Харевського вважають його загибель спланованою і можливою акцією радянських спецслужб.